# Borkuszki (gmina Jaszuny)
Borkuszki (lit. Barkuškės) − wyludniona wieś na Litwie, w gminie rejonowej Soleczniki, 8 km na północny wschód od Jaszunów. Przed II wojną światową w Polsce, w powiecie wileńsko-trockim województwa wileńskiego.